# Енді Роддік
Ендрю Стефан Роддік (англ. Andrew Stephen ("Andy") Roddick, 30 серпня 1982, Омаха, США) — американський тенісист-професіонал.
У 2003 став наймолодшим американським гравцем, який досяг першої позиції рейтингу ATP, у віці 21 рік. Енді також утримував рекорд найшвидшої подачі м'яча, який він встановив у 2004 на півфіналі Кубка Девіса в матчі проти збірної Білорусі, подавши м'яч зі швидкістю 246 кілометрів на годину (155 mph).
Маючи добрі фізичні дані, Енді виграв лише один турнір Великого шолому, у 2003 ставши чемпіоном на Відкритому чемпіонаті США. Енді є хардовим гравцем, хоча він також добре грає і на траві. Він двічі ставав фіналістом Вімблдонського турніру (програв Роджеру Федереру), тричі доходив до півфіналу на Відкритому чемпіонаті Австралії.
4 грудня 2007 став переможцем Кубка Девісу, входячи до складу збірної США, яка виграла фінальну серію матчів із загальним рахунком 4-1 у збірної Росії.
Що стосується приватного життя то Енді надає перевагу годинникам марки Rolex, водить машину Lexus. Роддік мешкає в місті Остін, штат Техас, США. Його тренерами є екс-чемпіон Джиммі Коннорс і брат Джон Роддік.
Роддік завершив виступи у 2012 році. Його останнім турніром став Відкритий чемпіонат США з тенісу 2012, де він програв у четвертому колі Хуану Мартіну дель Потро 7-6, 6-7, 2-6, 4-6.

## Особисте життя
Роддік одружений з американською моделлю та акторкою Бруклін Декер.

## Загальна статистика

### Турніри Великого шолома

#### Часовий графік результатів
| W | Ф | ПФ | ЧФ | #Р | КТ | К# | DNQ | A | NH |

| Турнір                                 | 2000 | 2001 | 2002 | 2003 | 2004 | 2005 | 2006 | 2007 | 2008 | 2009 | 2010 | 2011 | 2012 | SR     | В-П    |
| -------------------------------------- | ---- | ---- | ---- | ---- | ---- | ---- | ---- | ---- | ---- | ---- | ---- | ---- | ---- | ------ | ------ |
| Відкритий чемпіонат Австралії з тенісу |      |      | 2р   | ПФ   | ЧФ   | ПФ   | 4р   | ПФ   | 3р   | ПФ   | ЧФ   | 4р   | 2р   | 0 / 11 | 38–11  |
| Відкритий чемпіонат Франції з тенісу   |      | 3р   | 1р   | 1р   | 2р   | 2р   | 1р   | 1р   |      | 4р   | 3р   |      | 1р   | 0 / 10 | 9–10   |
| Вімблдонський турнір                   |      | 3р   | 3р   | ПФ   | Ф    | Ф    | 3р   | ЧФ   | 2р   | Ф    | 4р   | 3р   | 3р   | 0 / 12 | 41–12  |
| Відкритий чемпіонат США з тенісу       | 1р   | ЧФ   | ЧФ   | 2003 | ЧФ   | 1р   | Ф    | ЧФ   | ЧФ   | 3р   | 2р   | ЧФ   | 4р   | 1 / 13 | 43–12  |
| В-П                                    | 0–1  | 8–3  | 7–4  | 17–3 | 15–4 | 12–4 | 11–4 | 13–4 | 7–3  | 16–4 | 10–4 | 9–3  | 6–4  | 1 / 46 | 131–45 |

#### Фінали: 5 (1–4)
| Результат | Рік  | Турнір                           | Покриття | Суперник            | Рахунок                             |
| --------- | ---- | -------------------------------- | -------- | ------------------- | ----------------------------------- |
| Перемога  | 2003 | Відкритий чемпіонат США з тенісу | Тверде   | Хуан Карлос Ферреро | 6–3, 7–6(7–2), 6–3                  |
| Поразка   | 2004 | Вімблдонський турнір             | Трава    | Роджер Федерер      | 6–4, 5–7, 6–7(3–7), 4–6             |
| Поразка   | 2005 | Вімблдонський турнір             | Трава    | Роджер Федерер      | 2–6, 6–7(2–7), 4–6                  |
| Поразка   | 2006 | Відкритий чемпіонат США з тенісу | Тверде   | Роджер Федерер      | 2–6, 6–4, 5–7, 1–6                  |
| Поразка   | 2009 | Вімблдонський турнір             | Трава    | Роджер Федерер      | 7–5, 6–7(6–8), 6–7(5–7), 6–3, 14–16 |

### Серія Мастерс

#### Фінали: 9 (5–4)
| Результат | Рік  | Турнір                                  | Покриття | Суперник            | Рахунок                  |
| --------- | ---- | --------------------------------------- | -------- | ------------------- | ------------------------ |
| Поразка   | 2002 | Торонто, Канада                         | Тверде   | Гільєрмо Каньяс     | 4–6, 5–7                 |
| Перемога  | 2003 | Монреаль, Канада                        | Тверде   | Давід Налбандян     | 6–1, 6–3                 |
| Перемога  | 2003 | Мастерс Цинциннаті, США                 | Тверде   | Марді Фіш           | 4–6, 7–6(7–3), 7–6(7–4)  |
| Перемога  | 2004 | Відкритий чемпіонат Маямі з тенісу, США | Тверде   | Гільєрмо Кор'я      | 6–7(2–7), 6–3, 6–1, ret. |
| Поразка   | 2004 | Торонто, Канада                         | Тверде   | Роджер Федерер      | 5–7, 3–6                 |
| Поразка   | 2005 | Мастерс Цинциннаті, США                 | Тверде   | Роджер Федерер      | 3–6, 5–7                 |
| Перемога  | 2006 | Цинциннаті, США (2)                     | Тверде   | Хуан Карлос Ферреро | 6–3, 6–4                 |
| Поразка   | 2010 | Індіан-Веллс, США                       | Тверде   | Іван Любичич        | 6–7(3–7), 6–7(5–7)       |
| Перемога  | 2010 | Маямі, США (2)                          | Тверде   | Томаш Бердих        | 7–5, 6–4                 |

## Фінали турнірів ATP

### Одиночний розряд: 52 (32 титули, 20 поразок)
| Легенда                       |
| ----------------------------- |
| Турніри Великого шолома (1–4) |
| Рік-end championships (0–0)   |
| Тур ATP Мастерс 1000 (5–4)    |
| Тур ATP 500 (5–3)             |
| Тур ATP 250 (21–9)            |

| Титули за покриттям |
| ------------------- |
| Тверде (21–15)      |
| Ґрунт (5–2)         |
| Трава (5–3)         |
| Килим (1–0)         |

| Результат | W/L   | Дата     | Турнір                                     | Покриття   | Опонент                | Рахунок                             |
| --------- | ----- | -------- | ------------------------------------------ | ---------- | ---------------------- | ----------------------------------- |
| Перемога  | 1–0   | Кві 2001 | Atlanta, US (1)                            | Ґрунт      | Ксав'є Малісс          | 6–2, 6–4                            |
| Перемога  | 2–0   | Кві 2001 | Х'юстон, US (1)                            | Ґрунт      | Лі Хьон Тхек           | 7–5, 6–3                            |
| Перемога  | 3–0   | Сер 2001 | Washington Open, US (1)                    | Тверде     | Шенг Схалкен           | 6–2, 6–3                            |
| Перемога  | 4–0   | Лют 2002 | Мемфіс, US (1)                             | Тверде (i) | Джеймс Блейк           | 6–4, 3–6, 7–5                       |
| Поразка   | 4–1   | Бер 2002 | Делрей-Біч, US                             | Тверде     | Давіде Сангінетті      | 4–6, 6–4, 4–6                       |
| Перемога  | 5–1   | Кві 2002 | Houston, US (2)                            | Ґрунт      | Піт Сампрас            | 7–6(11–9), 6–3                      |
| Поразка   | 5–2   | Сер 2002 | Торонто, Канада                            | Тверде     | Гільєрмо Каньяс        | 4–6, 5–7                            |
| Поразка   | 5–3   | Лют 2003 | Memphis, US                                | Тверде (i) | Тейлор Дент            | 1–6, 4–6                            |
| Поразка   | 5–4   | Кві 2003 | Houston, US                                | Ґрунт      | Андре Агассі           | 6–3, 3–6, 4–6                       |
| Перемога  | 6–4   | Тра 2003 | St. Pölten, Австрія (1)                    | Ґрунт      | Микола Давиденко       | 6–3, 6–2                            |
| Перемога  | 7–4   | Чер 2003 | Лондон, UK (1)                             | Трава      | Себастьян Грожан       | 6–3, 6–3                            |
| Перемога  | 8–4   | Лип 2003 | Indianapolis, US (1)                       | Тверде     | Парадорн Шрічапхан     | 7–6(7–2), 6–4                       |
| Перемога  | 9–4   | Сер 2003 | Монреаль, Канада (1)                       | Тверде     | Давід Налбандян        | 6–1, 6–3                            |
| Перемога  | 10–4  | Сер 2003 | Мастерс Цинциннаті, US (1)                 | Тверде     | Марді Фіш              | 4–6, 7–6(7–3), 7–6(7–4)             |
| Перемога  | 11–4  | Сер 2003 | Відкритий чемпіонат США з тенісу, US (1)   | Тверде     | Хуан Карлос Ферреро    | 6–3, 7–6(7–2), 6–3                  |
| Перемога  | 12–4  | Лют 2004 | San José, US (1)                           | Тверде (i) | Марді Фіш              | 7–6(15–13), 6–4                     |
| Перемога  | 13–4  | Бер 2004 | Відкритий чемпіонат Маямі з тенісу, US (1) | Тверде     | Гільєрмо Кор'я         | 6–7(2–7), 6–3, 6–1, ret.            |
| Поразка   | 13–5  | Кві 2004 | Houston, US                                | Ґрунт      | Томмі Гаас             | 3–6, 4–6                            |
| Перемога  | 14–5  | Чер 2004 | London, UK (2)                             | Трава      | Себастьян Грожан       | 7–6(7–4), 6–4                       |
| Поразка   | 14–6  | Лип 2004 | Вімблдонський турнір, UK                   | Трава      | Роджер Федерер         | 6–4, 5–7, 6–7(3–7), 4–6             |
| Перемога  | 15–6  | Лип 2004 | Indianapolis, US (2)                       | Тверде     | Ніколас Кіфер          | 6–2, 6–3                            |
| Поразка   | 15–7  | Сер 2004 | Toronto, Канада                            | Тверде     | Роджер Федерер         | 5–7, 3–6                            |
| Поразка   | 15–8  | Жов 2004 | Bangkok, Таїланд                           | Тверде (i) | Роджер Федерер         | 4–6, 0–6                            |
| Перемога  | 16–8  | Лют 2005 | San José, US (2)                           | Тверде (i) | Сіріль Сольньє         | 6–0, 6–4                            |
| Перемога  | 17–8  | Кві 2005 | Houston, US (3)                            | Ґрунт      | Себастьян Грожан       | 6–2, 6–2                            |
| Перемога  | 18–8  | Чер 2005 | London, UK (3)                             | Трава      | Іво Карлович           | 7–6(9–7), 7–6(7–4)                  |
| Поразка   | 18–9  | Лип 2005 | Wimbledon, UK                              | Трава      | Роджер Федерер         | 2–6, 6–7(2–7), 4–6                  |
| Перемога  | 19–9  | Сер 2005 | Washington, D.C., US (2)                   | Тверде     | James Blake            | 7–5, 6–3                            |
| Поразка   | 19–10 | Сер 2005 | Cincinnati, US                             | Тверде     | Роджер Федерер         | 3–6, 5–7                            |
| Перемога  | 20–10 | Жов 2005 | Ліон, Франція (1)                          | Килим (i)  | Гаель Монфіс           | 6–3, 6–2                            |
| Поразка   | 20–11 | Лип 2006 | Indianapolis, US                           | Тверде     | James Blake            | 6–4, 4–6, 6–7(5–7)                  |
| Перемога  | 21–11 | Сер 2006 | Cincinnati, US (2)                         | Тверде     | Juan Карлос Феррерo    | 6–3, 6–4                            |
| Поразка   | 21–12 | Вер 2006 | US Open, US                                | Тверде     | Роджер Федерер         | 2–6, 6–4, 5–7, 1–6                  |
| Поразка   | 21–13 | Лют 2007 | Memphis, US                                | Тверде (i) | Томмі Гаас             | 3–6, 2–6                            |
| Перемога  | 22–13 | Чер 2007 | London, UK (4)                             | Трава      | Ніколя Маю             | 4–6, 7–6(9–7), 7–6(7–2)             |
| Перемога  | 23–13 | Сер 2007 | Washington, D.C., US (3)                   | Тверде     | Джон Ізнер             | 6–4, 7–6(7–4)                       |
| Перемога  | 24–13 | Лют 2008 | San José, US (3)                           | Тверде (i) | Радек Штепанек         | 6–4, 7–5                            |
| Перемога  | 25–13 | Бер 2008 | Dubai Tennis Championships, UAE (1)        | Тверде     | Фелісіано Лопес        | 6–7(8–10), 6–4, 6–2                 |
| Поразка   | 25–14 | Сер 2008 | Los Angeles, US                            | Тверде     | Хуан Мартін дель Потро | 1–6, 6–7(2–7)                       |
| Перемога  | 26–14 | Вер 2008 | Пекін, КНР (1)                             | Тверде     | Дуді Села              | 6–4, 6–7(6–8), 6–3                  |
| Поразка   | 26–15 | Січ 2009 | Qatar ExxonMobil Open, Катар               | Тверде     | Енді Маррей            | 4–6, 2–6                            |
| Перемога  | 27–15 | Лют 2009 | Memphis, US (2)                            | Тверде (i) | Радек Штепанек         | 7–5, 7–5                            |
| Поразка   | 27–16 | Лип 2009 | Wimbledon, UK                              | Трава      | Роджер Федерер         | 7–5, 6–7(6–8), 6–7(5–7), 6–3, 14–16 |
| Поразка   | 27–17 | Сер 2009 | Washington, D.C., US                       | Тверде     | Хуан Мартін дель Потро | 6–3, 5–7, 6–7(6–8)                  |
| Перемога  | 28–17 | Січ 2010 | Брисбейн, Австралія                        | Тверде     | Радек Штепанек         | 7–6(7–2), 7–6(9–7)                  |
| Поразка   | 28–18 | Лют 2010 | San José, US                               | Тверде (i) | Фернандо Вердаско      | 6–3, 4–6, 4–6                       |
| Поразка   | 28–19 | Бер 2010 | Індіан-Веллс, US                           | Тверде     | Іван Любичич           | 6–7(3–7), 6–7(5–7)                  |
| Перемога  | 29–19 | Кві 2010 | Miami, US (2)                              | Тверде     | Томаш Бердих           | 7–5, 6–4                            |
| Поразка   | 29–20 | Січ 2011 | Brisbane, Австралія                        | Тверде     | Робін Содерлінг        | 3–6, 5–7                            |
| Перемога  | 30–20 | Лют 2011 | Memphis, US (3)                            | Тверде (i) | Милош Раонич           | 7–6(9–7), 6–7(11–13), 7–5           |
| Перемога  | 31–20 | Чер 2012 | Істборн, UK                                | Трава      | Андреас Сеппі          | 6–3, 6–2                            |
| Перемога  | 32–20 | Лип 2012 | Атланта, US (2)                            | Тверде     | Жіль Мюллер            | 1–6, 7–6(7–2), 6–2                  |

### Парний розряд: 8 (4–4)
| Легенда                       |
| ----------------------------- |
| Турніри Великого шолома (0–0) |
| Рік-end championships (0–0)   |
| Тур ATP Мастерс 1000 (1–1)    |
| Тур ATP 500 (0–1)             |
| Тур ATP 250 (3–2)             |

| Титули за покриттям |
| ------------------- |
| Тверде (3–3)        |
| Ґрунт (1–1)         |
| Трава (0–0)         |
| Килим (0–0)         |

| Результат | W/L | Дата     | Турнір                       | Покриття | Партнер               | Опоненти                        | Рахунок           |
| --------- | --- | -------- | ---------------------------- | -------- | --------------------- | ------------------------------- | ----------------- |
| Перемога  | 1–0 | Бер 2001 | Делрей-Біч, US               | Тверде   | Ян-Майкл Гембілл      | Сімада Томас Майлз Вейкфілд     | 6–3, 6–4          |
| Поразка   | 1–1 | Лип 2001 | Los Angeles, US              | Тверде   | Ян-Майкл Гембілл      | Боб Браян Майк Браян            | 5–7, 6–7(6–8)     |
| Перемога  | 2–1 | Кві 2002 | Х'юстон, US                  | Ґрунт    | Марді Фіш             | Ян-Майкл Гембілл Грейдон Олівер | 6–4, 6–4          |
| Поразка   | 2–2 | Січ 2004 | Qatar ExxonMobil Open, Катар | Тверде   | Штефан Коубек         | Мартін Дамм Цирил Сук           | 2–6, 4–6          |
| Перемога  | 3–2 | Лип 2006 | Індіанаполіс, US             | Тверде   | Боббі Рейнольдс       | Пол Голдстейн Джим Томас        | 6–4, 6–4          |
| Перемога  | 4–2 | Бер 2009 | Індіан-Веллс, US             | Тверде   | Марді Фіш             | Максим Мирний Енді Рам          | 3–6, 6–1, [14–12] |
| Поразка   | 4–3 | Жов 2009 | Пекін, КНР                   | Тверде   | Марк Ноулз (тенісист) | Боб Браян Майк Браян            | 4–6, 2–6          |
| Поразка   | 5–4 | Тра 2011 | Рим, Італія                  | Ґрунт    | Марді Фіш             | Джон Ізнер Сем Кверрі           | W/O               |

## Рекорди
| Турнір                  | Роки | Встановлений рекорд                                         | З ким ділить |
| Вімблдонський турнір    | 2009 | 39 геймів, виграних в одному фіналі турнірів Великого шлему | Одноосібно   |
| Світовий тур ATP        | 2007 | 18 виграних поспіль тайбрейків                              | Одноосібно   |
| Відкритий чемпіонат США | 2004 | Найшвидша подача на турнірах Великого шлему (152 mph)       | Одноосібно   |